# Nicotiana sylvestris
Espèce
Le tabac sylvestre (Nicotiana sylvestris) est une espèce de plante herbacée vivace originaire d’Argentine, appartenant à la famille des Solanaceae. Il est largement cultivé comme plante ornementale sous les noms de tabac géant ou tabac sylvatique.

## Description
Le tabac sylvestre est une plante vivace de 1,50 m à 2 m de hauteur. Il produit d'abord une rosette de feuilles puis une tige feuillée, dressée, robuste, pouvant se ramifier, terminée par une grande inflorescence.
La plante est couverte de poils glanduleux ou trichomes. Les trichomes de type sécréteur du tabac sylvestre produisent des diterpènes comme l'alpha- et le bêta-cembratrienediol (ou CBT-diols). Ces molécules, produites par des cellules glandulaires situées dans la tête du trichome sécréteur, sont excrétées à la surface de la feuille. Il a été montré que dans certaines variétés, le taux global de terpènes excrétés pouvait représenter jusqu'à 10 % du poids sec de la plante.
Les feuilles sont simples, entières, sessiles, embrassantes, jusqu'à 30-35 cm de longueur (et 40-50 cm pour les cultivars horticoles), elliptiques ou oblongues à spatulées, à pubescence glanduleuse, cassantes, d'un vert tendre.
Les panicules de fleurs apparaissent au bout de longues tiges. Les fleurs blanches, d'une dizaine de centimètres de longueur sont retombantes. La corolle, 7 fois plus longue que le calice, est formé d'un long tube terminé par 5 lobes étalés. Les filets des étamines sont fixés au milieu du tube. Le soir, les fleurs exhalent un parfum suave.
Les fruits sont des capsules de 12-16 mm, contenant de très nombreuses graines fines et brunâtres.

## Utilisation
Nicotiana sylvestris est une plante vivace, cultivée principalement comme plante ornementale, annuelle, herbacée. Ce tabac d'ornement est cultivé pour son port assez haut et dispersé, ainsi que pour sa floraison originale. Pour pouvoir le conserver plusieurs années, il faut le mettre à l'abri du gel, car il est non rustique.
La floraison survient un mois après sa plantation, tout au cours de l'été. Les longues fleurs d'un blanc pur se succèdent progressivement sur un long et haut épis dressé. Elles sont également odorantes, surtout le soir.
La hampe florale est vraiment très collante, elle peut même capturer des insectes légers comme les moucherons ou moustiques.
Sa floraison donne de la légèreté et de la hauteur dans un massif fleuri, elle est aussi exotique. Ce tabac d'ornement se ressème aisément, à condition de laisser les graines en surface lors du semis.
Le tabac sylvestre mesure entre 1 et 2 m hampe florale comprise. Ses feuilles larges et disposées en rosette prennent aussi une bonne largeur dans un emplacement limité. Il lui faut donc une large place pour pouvoir prendre une bonne forme et croître dans de bonnes conditions. Le substrat doit être de préférence riche et bien drainé. Une exposition plein soleil semble être idéale, dans ce cas ce tabac aura une bonne silhouette.
D'une croissance rapide, d'un port appréciable et d'une floraison sympathique, le Nicotiana sylvestris trouvera sa place en pleine terre, en jardinière, en plate-bande. C'est une plante robuste et facile de culture qui demande peu d'entretien, à part de surveiller limaces et escargots qui ont tendance a grignoter les feuilles tendres de la plante.

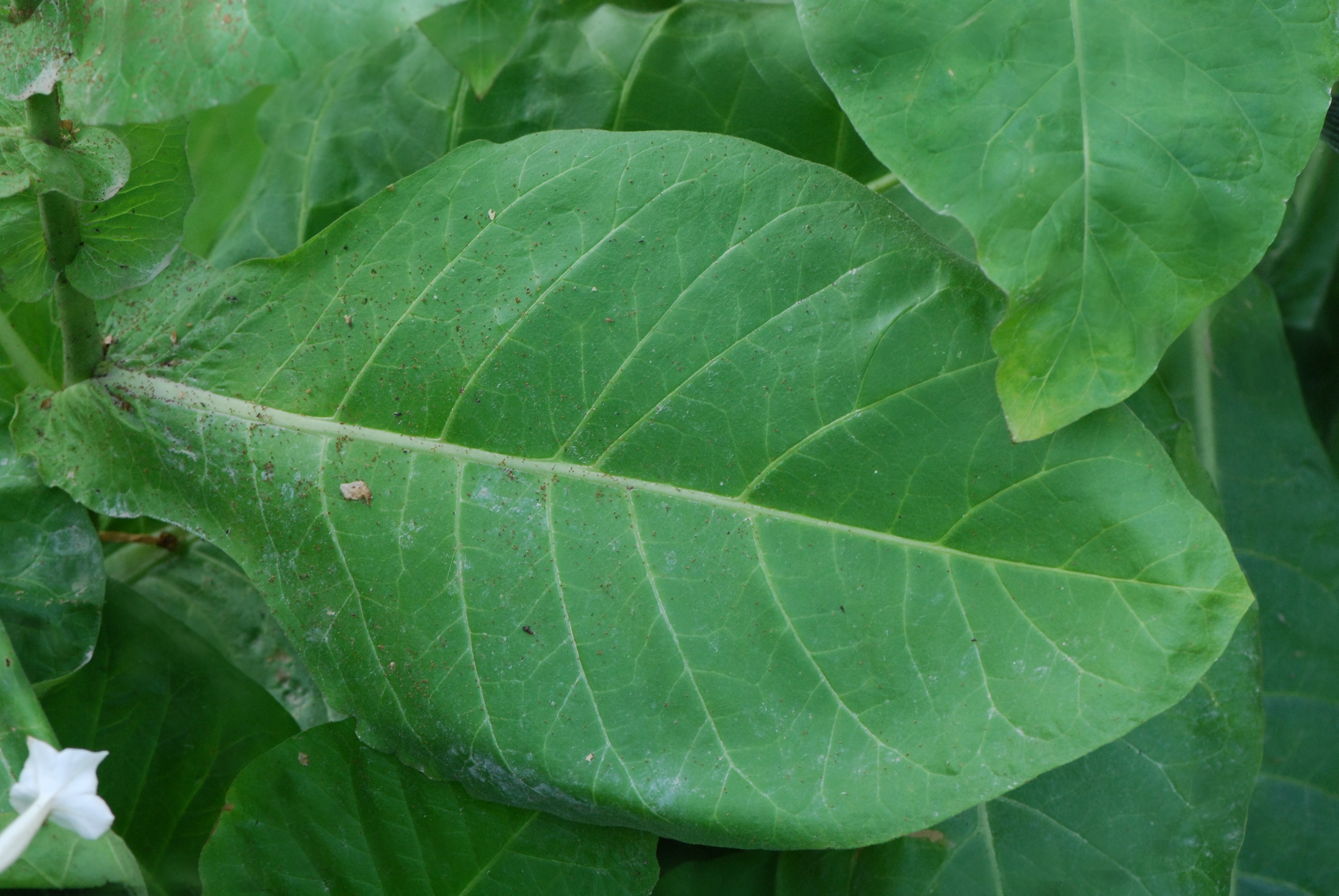
Feuille
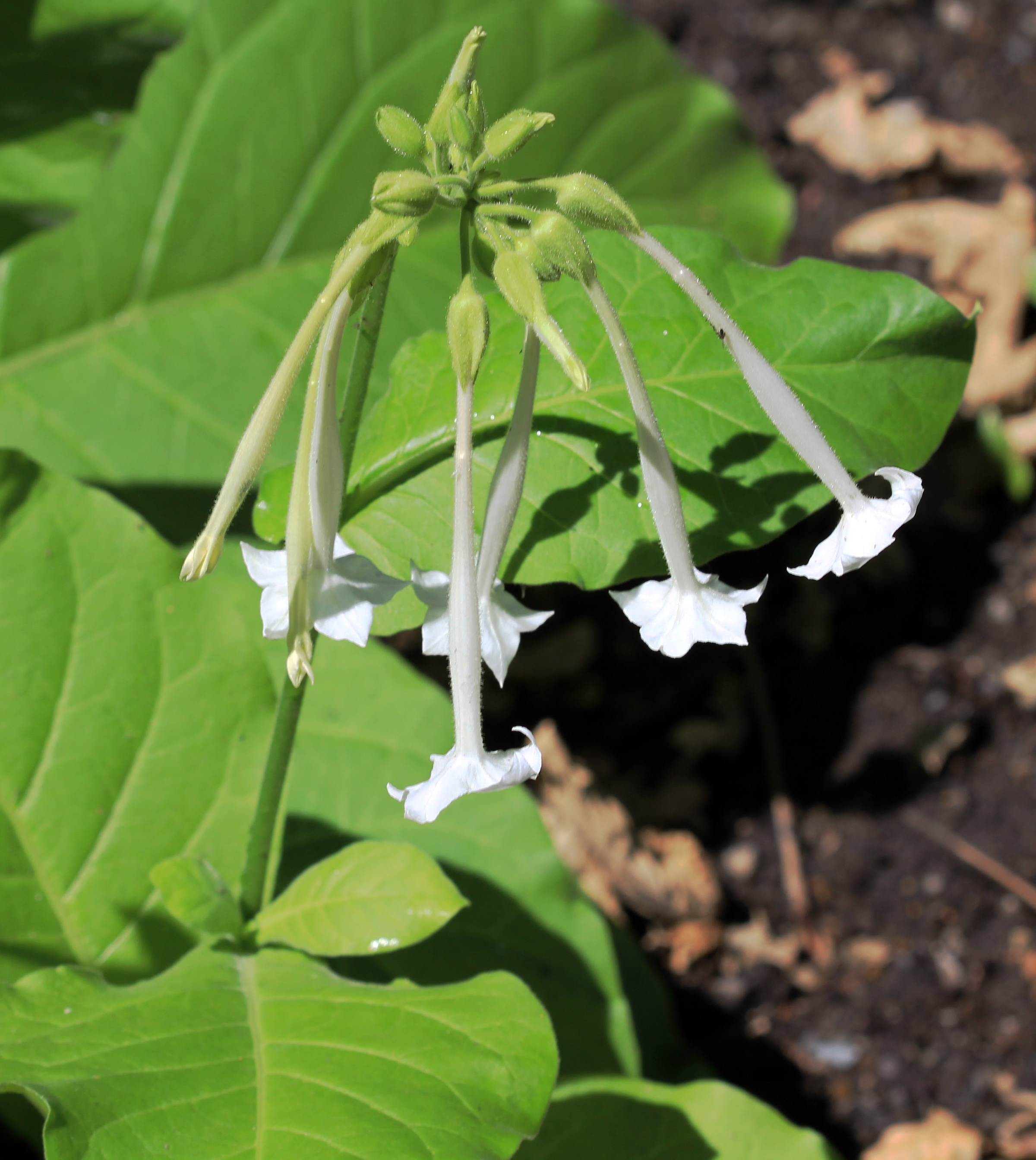
Inflorescence de fleurs retombantes
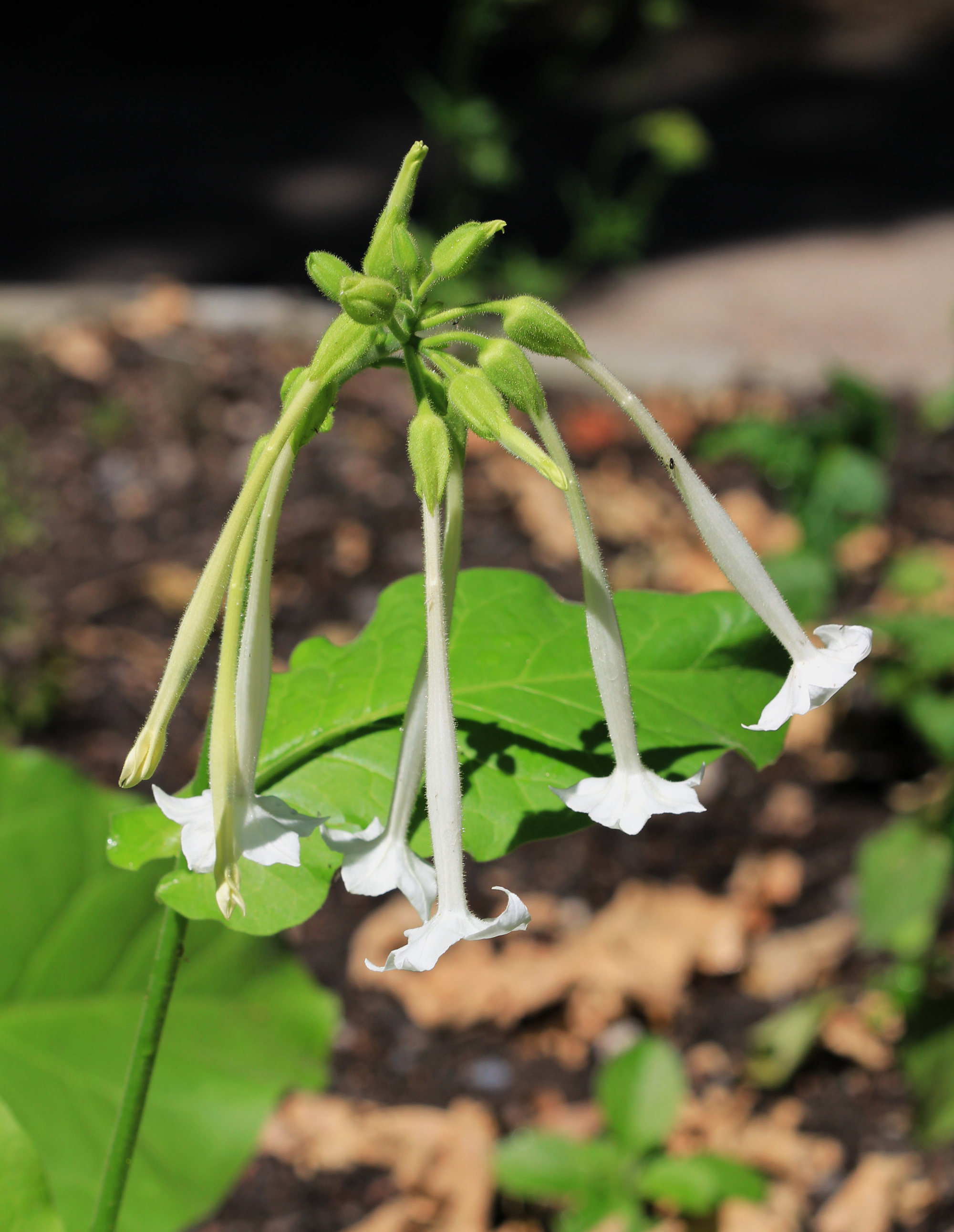
Fleur de N. sylvestris